# شحظار
شِحْظَار (الاسم العلمي: Cyclopterus lumpus)، جنس أسماك بحرية من فصيلة الشحظاريات شائكات الزعانف. ويضم نوع واحد فقط وهي شحظارة مكنتزة أو السافر المكتنز أو السمكة المكتنزة. توجد في شمال المحيط الأطلسي والأجزاء المجاورة من المحيط المتجمد الشمالي، وتمتد جنوبًا حتى خليج تشيزبيك (نادرًا جنوب نيوجيرسي) على ساحل أمريكا الشمالية وإسبانيا (نادرًا جنوب القناة الإنجليزية) على الساحل الأوروبي. أُبلغ عن رؤية هذا النوع مرتين في البحر الأبيض المتوسط، قبالة ساحل كرواتيا في عام 2004 وقبرص في عام 2017.